# My Father Will Guide Me up a Rope to the Sky
My Father Will Guide Me Up a Rope to the Sky ist ein Studioalbum von den Swans. Es erschien am 23. September 2010 auf Young God Records. Es ist ihr erstes Studiomaterial nach 14 Jahren. Der Swans-Gründer Michael Gira finanzierte die Aufnahmen für das Album durch die Erstellung des limitierten Albums I Am Not Insane und wählte zahlreiche Kollaboratoren von früheren Swans-Arbeiten sowie seinem Nebenprojekt Angels of Light, um bei diesem Album mit aufzunehmen und zu touren. My Father Will Guide Me Up a Rope to the Sky erhielt positive Resonanz von Kritikern, zum einen für die Rückkehr der Swans wie auch für die tiefsinnigen, spirituellen Themen der Songtexte.

## Entstehungsgeschichte
In einem Interview 2009 zog Gira in Betracht, das Swans-Projekt wieder auferstehen zu lassen. Später im Jahr wurden viele Titel, welche 2010 auf My Father Will Guide Me Up a Rope to the Sky erscheinen würden, auf einem Demo sowie in akustischer Form auf I Am Not Insane veröffentlicht und verkauft, um den Aufnahmeprozess für dieses Album zu finanzieren. Gira produzierte dafür 1000 handgemachte Kopien des Albums. Im Januar 2010 aktualisierte Gira die Facebook- und MySpace-Seiten der Band mit dem Schriftzug "SWANS ARE NOT DEAD" – eine Ankündigung, dass die Band wieder zurück sei sowie ein Wortspiel mit dem Titel des Livealbums Swans Are Dead.
Gira schrieb die Songs innerhalb von drei Jahren und entschied, dass sie für ein Angels of Light-Album unpassend wären und er den aggressiven Klang und die "akustische Intensität" der Swans wieder erlangen wollte. Er zog kurz den Gedanken in Erwägung, das Material als Split-Album zwischen Angels of Light/Swans zu veröffentlichen. Doch dann entschied er sich auch dagegen. Nachdem Gira durch die I Am Not Insane-Verkäufe finanziert hatte, trommelte er eine Gruppe von Musikern zusammen, um mit ihm das Album in New York City aufzunehmen. Jeder Song – mit der Ausnahme von "You Fucking People Make Me Sick" – wurde innerhalb von 12-stündigen, täglichen Aufnahmesessions aufgenommen.
Gira wollte bei der Entscheidung der Neuformung der Swans eine Kontinuität zwischen dem letzten Album der Band, Soundtracks for the Blind von 1996, sowie seiner neueren Arbeiten mit Angels of Light schaffen. So enthält der Song "My Birth" einen Songtext, welcher 1997 eigentlich für Swans geschrieben wurde. Die Besetzung der Band besteht aus Gira, Kristof Hahn, Phil Puleo und Norman Westberg von früheren Swans-Alben sowie Thor Harris und Chris Pravdica, mit denen Gira bei Solo-Arbeiten bereits zusammengearbeitet hatte. Dies ist das erste Swans-Album ohne Jarboe seit dem Album Greed (1986). Gira wählte diese Musiker deshalb, weil er wusste, wie sie bei Touren arbeiten würden, um das Album zu promoten. und schuf einen besonderen Klang für Swans mit Rhythmen und dem Zwischenspiel zwischen atmosphärischen Instrumenten wie Dulcimer, Röhrenglocken und Vibraphone.
Gira kontaktierte die italienische Künstlerin Beatrice Pediconi, damit sie das gesamte Artwork des Albums erstellte. Er hatte Werke von ihr im Harper’s Magazine gesehen.

## Themen
Der Albentitel kommt vom Songtext eines unveröffentlichten Swans-Songs namens "Oxygen", in welchem Gira stirbt und in den Himmel auffährt. Viele Kritiker bemerkten spirituelle Themen auf dem Album. Tiny Mix Tapes begründet die Rezension des Albums mit:

„Die wahre Tapferkeit ist für ein Album, dessen Titel Religion mit Suizid verknüpft, letztendlich an das andere Ende des Spektrums zu gelangen: 
Teach me please, to cease to resist, fragt Gira. May I find my way to the reason to come home / May I find my way to the foot of your throne.“

Giras Interesse an Spiritualität entwickelte sich mit diesem Album und sein Ziel war, Musik zu schaffen, welche "einen erhebt, welche dich zum Schweben bringt, als würde sie deinen Körper auslöschen und dich zum Himmel auffahren lassen".

## Promotion

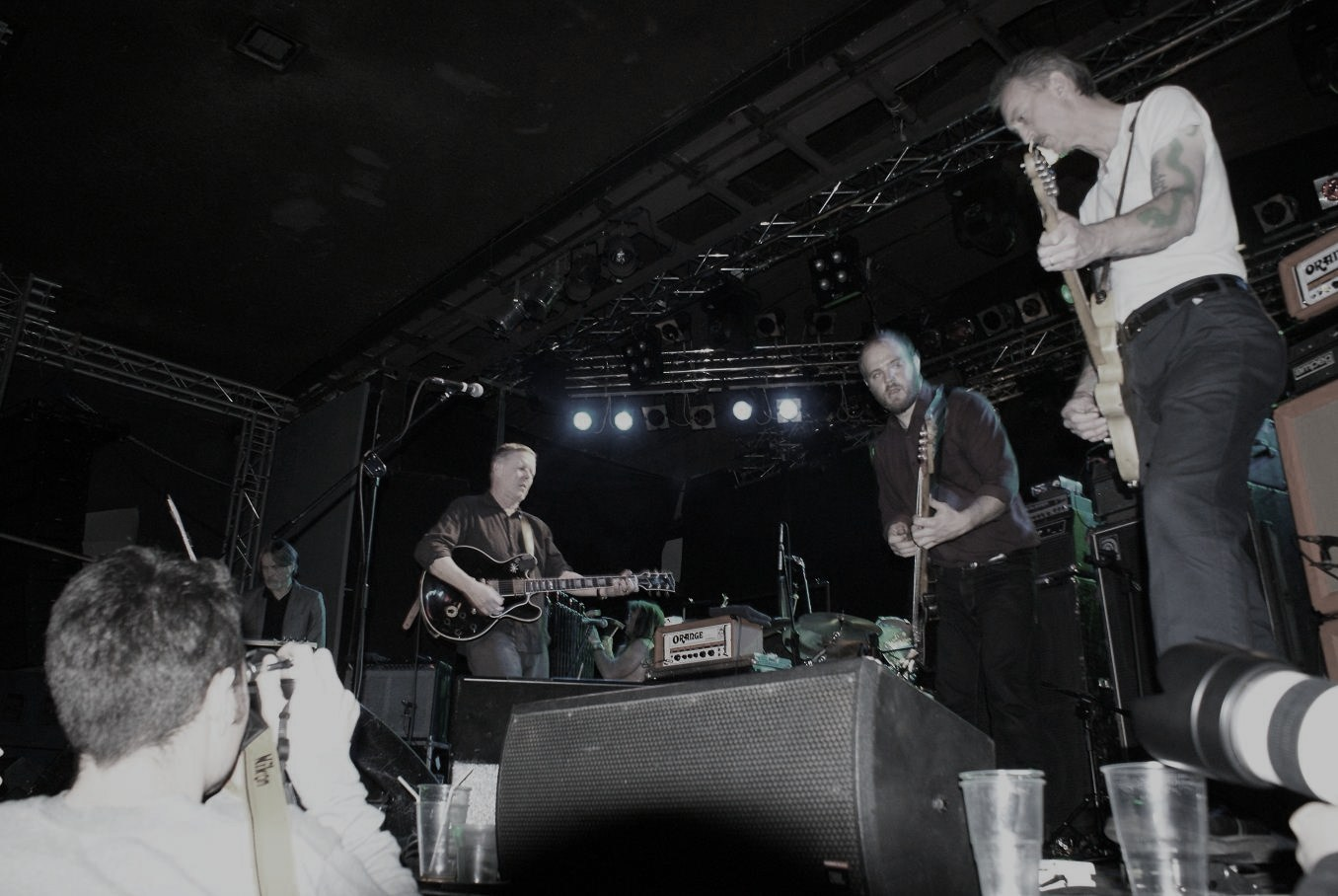
Swans während eines Konzerts in Warschau am 10. Dezember 2010

Neben der Veröffentlichung von I Am Not Insane warb Gira für das Album durch einen kostenlosen Livestream des Albums im Internet. Außerdem lud er eine Demo-Version des Songs "No Words" auf die MySpace-Seite der Band und reorganisierte die Swans für ihre erste Tour seit 1997. Konzerte fanden in den Vereinigten Staaten und Europa, auch Deutschland, statt. Außerdem waren sie Headliner beim "Supersonic Festival" im Oktober 2010.
Gira ließ das Album ebenfalls remixen mit der Absicht, die Remix-Version auf Touren und durch die Band-Webseite zu verkaufen.
Das Album war auch die einmilliardste Einreichung in die Musikdatenbank Gracenote.

## Rezeption
My Father Will Guide Me Up a Rope to the Sky erhielt größtenteils positive Kritiken. Das Album erhielt durch Metacritic 83 Punkte und somit "universelle Würdigung". Der A.V. Club vergab die Note A an das Album und nannte es einen "Leviathan von einem Album!" und kommentierte die Gemeinsamkeiten und Unterschiede zwischen anderen Swans-Veröffentlichungen: "Es ähnelt allen früheren Swans-Werken und dennoch keinen." Tiny Mix Tapes vergab 4,5 von 5 Punkten an das Album, Pitchfork Media vergab 7,7/10 Punkte.
BBC Music nannte es eine "majestätische Wiederkehr und, lasst uns hoffen, ein Vorbote auf kommende Arbeiten". The Big Takeover schrieb, dass das Album "die gesamten vielen Launen der Original-Band" umgreife. In der Ausgabe vom Dezember 2010 listete The Wire My Father Will Guide Me Up a Rope to the Sky als drittbestes Album 2010 auf.

## Titelliste
1. No Words/No Thoughts – 9:24
2. Reeling the Liars In – 2:20
3. Jim – 6:46
4. My Birth – 3:52
5. You Fucking People Make Me Sick (mit Devendra Banhart) – 5:08
6. Inside Madeline – 6:36
7. Eden Prison – 6:03
8. Little Mouth – 4:12

Bonustrack auf der Special Version des Albums
1. Look at Me Go – 46:07

Der Bonustrack besteht aus verschiedenen Outtakes und Audio-Fundstücken aus der Zeit der Aufnahmen zum Album. Sie wurden in einen langen Track gemixt.